# Bruno da Silva Lopes
Bruno da Silva Lopes (* 19. August 1986 in Curitiba) ist ein ehemaliger brasilianischer Fußballspieler.

## Karriere
Lopes begann seine Karriere 2007 bei América Mineiro. 2010 unterschrieb er einen Vertrag bei GE Anápolis. 2010 spielte er beim Zweitligisten Vila Nova FC, bestritt 26 Zweitligaspiele und schoss dabei 10 Tore. Von 2011 bis 2013 spielte er beim japanischen Albirex Niigata, bestritt 73 Erstligaspiele und schoss dabei 20 Tore. Sommer 2013 wechselte er zum portugiesischen GD Estoril Praia. 2015 wechselte er zum thailändischen Ratchaburi FC. Danach spielte er bei Persija Jakarta, Montedio Yamagata und Paraná Clube.